# Reinas (pel·lícula de 2024)
Reinas és una pel·lícula dramàtica coming-of-age de 2024, dirigida per Klaudia Reynicke, qui la va coescriure amb el productor Diego Vega i va compondre la seva banda sonora al costat de Gioacchino Balistreri. Va ser coproduïda entre el Perú, Espanya i Suïssa, i és protagonitzada per Abril Gjurinovic, Luana Vega, Gonzalo Molina i Jimena Lindo. Es va estrenar al Festival de Cinema de Sundance el 22 de gener de 2024, després es va estrenar en cinemes al Perú el 22 d'agost de 2024, amb distribució de Tondero Distribució, i té previst la seva estrena en cinemes a Espanya per al 6 de setembre de 2024, amb distribució de BTeam Pictures.
La pel·lícula va ser seleccionada com a entrada suïssa per la Millor Pel·lícula Internacional als Premis Oscar de 2024, però no va ser nominada.

## Argument
Al Perú dels anys 1990, dues germanes — Lucía (Abril Gjurinovic) i Aurora (Luana Vega) — estan a punt d'abandonar el país al costat de la seva mare Elena (Jimena Lindo) cercant un millor futur. Durant aquest procés, elles es retroben amb el seu pare absent, Carlos (Gonzalo Molina) qui té la intenció de recuperar el temps perdut.

## Repartiment
- Abril Gjurinovic com Lucía
- Luana Vega com Aurora
- Jimena Lindo com Elena
- Gonzalo Molina com Carlos
- Susi Sánchez com a Àvia
- Tatiana Astengo com Pilar
- Denise Arregui com Lydia
- Fabrizio Aguilar com Jorge
- Sebastián Rubio com Gonzalo
- Uma Mikati com Claudia
- Mia Owens com Jennifer
- Micaela González com Paola

## Producció
Reinas va ser dirigida per Klaudia Reynicke, qui coescribió el guió amb un dels productors, Diego Vega. Les primeres notícies del rodatge de la pel·lícula es remunten a febrer de 2023. L'actriu espanyola Susi Sánchez va ser incorporada al repartiment de la pel·lícula després de ser contactada per una de les productores de la pel·lícula; segons Sánchez, la part més dura del rodatge per a ella va ser aconseguir un accent peruà creïble.

## Llançament i màrqueting
Al desembre de 2023, el Festival de Cinema de Sundance va anunciar la programació de la seva edició de 2024, la qual incloïa l'estrena mundial de Reinas; la seva projecció va tenir lloc el 22 de gener de 2024. L'estrena de la cinta en Sundance va ser acompanyat per un tràiler de la pel·lícula, llançat també al gener de 2024. Al febrer de 2024, la pel·lícula va ser projectada en el Festival Internacional de Cinema de Berlín. Aquest mateix mes, es va anunciar que Tondero Distribución havia comprat els drets de distribució de la pel·lícula per al Perú.
El 15 de juliol de 2023, Tondero va anunciar que l'estrena de Reinas al Perú tindria lloc el 22 d'agost de 2024. Al juliol de 2024, la distribuïdora espanyola BTeam Pictures va anunciar que estrenaria la pel·lícula a cinemes d'Espanya el 6 de setembre de 2024.

## Recepció crítica
Reinas té una puntuació d'aprovació del 86% al lloc web de l'agregador de ressenyes Rotten Tomatoes, basat en 29 ressenyes, i una puntuació mitjana de 7,2/10.

## Reconeixements
| Premi                                       | Data                 | Categoria                                               | Receptor | Resultat  | Ref.   |
| ------------------------------------------- | -------------------- | ------------------------------------------------------- | -------- | --------- | ------ |
| Festival de Cinema de Sundance              | 28 de gener de 2024  | Gran Premi del Jurat de Cinema Mundial: Dramàtic        | Reinas   | Nominat   | [ 14 ] |
| Festival Internacional de Cinema de Berlín  | 25 de febrer de 2024 | Gran Premi a la Millor Pel·lícula de la Generació Kplus | Reinas   | Guanyador | [ 15 ] |
| Festival de Cinema de Lima                  | 17 d'agost de 2024   | Millor pel·lícula                                       | Reinas   | Nominat   | [ 16 ] |
| Festival de Cinema de Lima                  | 17 d'agost de 2024   | Millor guió                                             | Reinas   | Guanyador | [ 16 ] |
| Festival Internacional de Cinema de Locarno | 17 d'agost de 2024   | Prix du Public UBS                                      | Reinas   | Guanyador | [ 17 ] |